# Tjaša Kotnik
Tjaša Kotnik (Liubliana, 16 de octubre de 1992) es una jugadora de voleibol y voleibol de playa eslovena.

## Carrera

### Voleibol de salón
Tjaša Kotnik es hija del jugador de baloncesto Slavko Kotnik y probó inicialmente este deporte antes de pasarse al voleibol. Comenzó su carrera en Gimnazija Šentvid de Liubliana y jugó durante siete años en OK Vital Ljubljana. También integró las selecciones juveniles sub-14, sub-16 y sub-18. En 2012 se fue a Estados Unidos a estudiar y jugó en tres equipos universitarios. En 2012 estuvo activa en la Universidad de Utah, en los siguientes dos años en Eckerd College y en 2017 en la Universidad del Gran Cañón. En la temporada 2019/20 jugó en el club suizo Volley Lugano de primera división, con el que también compitió en la Challenge Cup.

### Voleibol de playa
Kotnik jugó su primer torneo de voleibol playa en 2016 en Mokronog con Špela Morgan. En 2017 formó dúo con Tjaša Jančar. Kotnik/Jančar quedaron entre los diez primeros en los torneos satélite de la  Confederación Europea de Voleibol (CEV) en Liubliana, Satu Mare y Bakú y ganaron el torneo nacional en Sankt Johann im Pongau. En el Circuito Mundial de la FIVB 2017/18 inicialmente terminaron novenos en Sídney (2 estrellas) en invierno y compitieron en los torneos de La Haya (4 estrellas) y Fort Lauderdale (5 estrellas). En el verano de 2018, Kotnik jugó con compañeros cambiantes. Con Ana Skarlovnik quedó novena en el torneo de 1 estrella de Baden. Con Nina Lovšin quedaron terceras en los torneos nacionales de Innsbruck, Graz y Wolfurt y segundas en Bibione y Rabenstein. El dúo alcanzó el puesto 17 en el World Tour en Poreč y Vaduz y noveno puesto en Samsun (todos los torneos de 1 estrella). Kotnik/Jančar participó en el torneo de 5 estrellas en Gstaad, quedó noveno en Ljubljana y ganó un torneo MEVZA en Portorož en agosto y el torneo de 1 estrella en Siófok una semana después.
En 2019, Kotnik/Jančar volvieron a formar un dúo permanente. En el World Tour primero terminaron cuartas en Borácay (1 estrella), antes de obtener posiciones de dos dígitos en los torneos de 2 estrellas en Nantong y Nankín. Quedaron novenas en Qidong y Zhongwei (2 estrellas) y quinto en Liubliana (1 estrella). A nivel nacional ganaron los torneos de Innsbruck y Graz, quedaron terceras en Cesenatico y segundas en Wolfurt. Durante su tiempo juntas, Kotnik/Jančar también se proclamaron tres veces campeonas de Eslovenia.
En 2020, Kotnik jugó en los pocos torneos disponibles con Monika Potokar. El dúo finalizó quinto a nivel nacional en Preddvor y ganó el torneo en Kranj. También quedaron quintas en el torneo FIVB en Liubliana (1 estrella). El dúo Kotnik/Potokar también se proclamó campeón de Eslovenia. A principios de 2021, Kotnik compitió en el Trofeo Alemán de Playa con la jugadora alemana Leonie Klinke. Como subcampeonas de grupo en la ronda principal, llegaron a las semifinales, que perdieron ante Aulenbrock/Ferger. Tajda Lovšin es socia de Kotnik desde mayo de 2021. En julio de 2021, Kotnik/Lovšin ganaron el campeonato nacional. En el Campeonato Europeo de Vóley Playa de 2022 en Múnich, las dos eslovenas alcanzaron la ronda eliminatoria, donde fueron eliminadas por las ucranianas Inna e Iryna Makhno. El mejor resultado en el recién creado World Beach Pro Tour 2022 fue el quinto puesto en noviembre en el torneo Elite16 en Ciudad del Cabo.